# جنتره
جنتره هو موسيقي سوداني معروف بأسلوبه في موسيقى الرقص الإيقاعي، ويطلق عليه موسيقى "الجقلا" أو "الجقلرا". تتأثر موسيقى جنتره بالأصوات الإلكترونية الفلكية النوبية وترتبط بموسيقي الفشقة في السودان.

## سيرة شخصية
جنتره، اسمه الفني الذي يعني "الجنون" باللغة العربية، ولد في الفشقة، ولاية القضارف، السودان.  
بدأ جنتره حياته المهنية من خلال الأداء في حفلات الشوارع في مسقط رأسه بالقرب من الحدود السودانية الإثيوبية.  لقد طور عددًا صغيرًا من المتابعين.  آلته عبارة عن لوحة مفاتيح ياماها موتيف زرقاء معدلة، ومكيفة مع الألحان السودانية.  قام بمزج الاصوات علي فلاشه ويستخدمه اثناء عرضه، والتي تشمل الإنتاج المباشر ودي جي، والألحان الحرة. 
تجمع موسيقى جنتره بين العناصر السودانية التقليدية والأصوات الإلكترونية الحديثة. تدمج مقطوعات مثل "قديمه" و"مخافي" و"أوزالي" و"شبال" الإيقاعات الأفريقية وأنماط التركيب.  يُطلق على أسلوبه في الموسيقى اسم موسيقى "Jagala" أو "Jaglara". تتأثر موسيقى جانترا بالأصوات الإلكترونية الفلكية النوبية وترتبط بموسيقي الفشقة في السودان.  
تعرّف فيك سوهوني، مؤسس شركة Ostinato Records المستقلة، على موسيقى جنتره خلال أول إغلاق بسبب فيروس كورونا في عام 2020 بينما كان يستكشف الموسيقى السودانية على YouTube. وقد حظيت بعض عروض جنتره بملايين المشاهدات، لكن أقسام التعليقات كانت باللغة العربية السودانية بشكل أساسي. وبعد عام من البحث، تمكن سوهوني من الاتصال بجنتره، وقام هو ومنتج علامته التجارية جانتو كويتي بزيارة الخرطوم في عام 2021 للقاء بجنتره والتسجيل له. 
قاموا بتسجيل وإصدار ألبوم جنتره السودان المركب: أصوات رقصة الجاغلارا الإلكترونية النوبية الفلكية من مترو الأنفاق الفشقه من خلال تسجيلات أوستيناتو.   تلقى الألبوم مراجعات إيجابية.      